# Giuseppe Sala (éditeur)
Pour les articles homonymes, voir Giuseppe Sala.
Giuseppe Sala (né vers 1643 et mort le 1er février 1727, peut-être à Venise) est un éditeur, typographe et marchand d'ouvrages musicaux  italien.

## Biographie

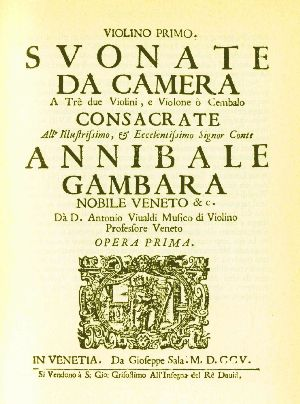
Frontispice de l’Opus I de Vivaldi imprimé par Giuseppe Sala

Dès 1676, Giuseppe Sala est membre de la Corporation des imprimeurs vénitiens, après avoir commencé à imprimer avec le soutien financier du compositeur Natale Monferrato, maître de chapelle à Saint-Marc, dont il publie les Salmi concertati a 2 voci con violini e senza (op. 11). Il travaille pour ce dernier jusqu'à sa mort en 1685 et devient propriétaire d'un établissement situé près du Teatro San Giovanni Grisostomo. Il publie anonymement, en 1682, L'armonia sonora delle sonate, une anthologie qui comprend douze sonates pour deux violons et basse continue de différents compositeurs. Durant son activité de typographe, il imprime de nombreuses partitions de psaumes, motets, cantates et sonates des plus grands compositeurs de l'époque (en tout 151 publications entre 1676 et 1716) : Giovanni Battista Bassani, Giulio Taglietti, Arcangelo Corelli (dont il publie au moins quatorze éditions des cinq premiers opus), des psaumes d'Antonio Sartorio, Maurizio Cazzati, Francesco Maria Benedetti, des motets de Giovanni Legrenzi, Francesco Antonio Bonporti, Giovanni Maria Bononcini, Francesco Gasparini, des cantates d'Antonio Caldara, Giovanni Lorenzo Gregori et Tomaso Albinoni et des sonates de Giovanni Battista Vitali, Giovanni Legrenzi, Francisco José de Castro, Arcangelo Corelli, Giuseppe Torelli, Ercole Bernabei, Benedetto Marcello et Antonio Vivaldi.
À partir de 1710, Sala et les autres imprimeurs vénitiens sont progressivement supplantés dans leur métier du fait de leur retard technique et d'un manque de moyens commerciaux. Des concurrents redoutables tels que Estienne Roger à Amsterdam mettent en œuvre des gravures sur cuivre de très bonne qualité et faites avec goût, contrairement aux planches composites des Italiens, et s'appuient sur un réseau international de revendeurs, incitant de nombreux compositeurs italiens à faire imprimer leurs œuvres à l'étranger. Après 1716, Sala ne sort plus aucune édition.